# 튀르키예의 텔레비전 드라마 목록
다음은 튀르키예의 텔레비전 드라마 목록이다.

## 가나다순
- 튀르키예의 텔레비전 드라마 목록 (ㄱ)
- 튀르키예의 텔레비전 드라마 목록 (ㄴ)
- 튀르키예의 텔레비전 드라마 목록 (ㄷ)
- 튀르키예의 텔레비전 드라마 목록 (ㄹ)
- 튀르키예의 텔레비전 드라마 목록 (ㅁ)
- 튀르키예의 텔레비전 드라마 목록 (ㅂ)
- 튀르키예의 텔레비전 드라마 목록 (ㅅ)
- 튀르키예의 텔레비전 드라마 목록 (ㅇ)
- 튀르키예의 텔레비전 드라마 목록 (ㅈ)
- 튀르키예의 텔레비전 드라마 목록 (ㅊ)
- 튀르키예의 텔레비전 드라마 목록 (ㅋ)
- 튀르키예의 텔레비전 드라마 목록 (ㅌ)
- 튀르키예의 텔레비전 드라마 목록 (ㅍ)
- 튀르키예의 텔레비전 드라마 목록 (ㅎ)

## 같이 보기
- 튀르키예의 텔레비전 드라마